# Argathona hanseni
Argathona hanseni är en kräftdjursart som först beskrevs av Hugo Frederik Nierstrasz 1931.  Argathona hanseni ingår i släktet Argathona och familjen Corallanidae. Inga underarter finns listade i Catalogue of Life.